# Ctenusa rufirena
Ctenusa rufirena är en fjärilsart som beskrevs av George Francis Hampson 1910. Ctenusa rufirena ingår i släktet Ctenusa och familjen nattflyn. Inga underarter finns listade i Catalogue of Life.